# 『うみねこのなく頃に』Episode R -Radio of the golden witch-
『うみねこのなく頃に』Episode R -Radio of the golden witch-（うみねこのなくころに エピソード・アール レディオ・オブ・ザ・ゴールデン・ウィッチ）は、テレビアニメ『うみねこのなく頃に』に関連したインターネットラジオ番組（アニラジ）である。メインパーソナリティはベアトリーチェ役の大原さやか。アニメイトTVにて2009年8月26日から2010年1月13日にかけて配信された。毎回ゲストパーソナリティを迎えて、作品の舞台である六軒島でゲストとお茶会をしながらおしゃべりや情報を届けていく。
ラジオ携帯版として、録りおろしの『うみねこのなく頃に』Episode R -Mobile of the golden witch-（うみねこのなくころに エピソード・アール モバイル・オブ・ザ・ゴールデン・ウィッチ）が配信された。

## コーナー
「片翼の鷲の手紙」を除いた全てコーナーは毎回行われているわけではなく、放送される回によってコーナーが異なっている。
片翼の鷲の手紙
ふつおたのコーナー。
魔女度チェック!
リスナーから募集した質問に大原とゲストが5つ連続で回答して、魔女度をパーセンテージで判定するコーナー。
魔女の仕業ですか?
魔女の仕業としか思えないような不思議な出来事を募集するコーナー。
なぞなぞを解くころに!!
リスナーからなぞなぞを募集し、パーソナリティが答えるコーナー。正式なコーナー枠はなく、トーク中に突然始まる。
魔女の正体を暴け
第2回より開始。お題にかかれたものになりきった大原に、ゲストが「はい」か「いいえ」でのみ答えられる質問をして答えを導くコーナー。ゲストが出題し大原が答えることもある。質問の回数は六軒島に取り残された18人にちなんで18回まで。正解すると1ポイント、合計3ポイントでご褒美のお茶菓子が食べられる。
魔女の正体を暴け 復唱要求ゲーム
第7回より開始。「魔女の正体を暴け」をリニューアルしたコーナー。基本ルールは同じだが、解答者は質問の前に「復唱要求」と叫び、出題者は「はい」の場合は「赤で復唱しよう」、「いいえ」の場合は「復唱を拒否する」と答えるようになった。
小説版『うみねこのなく頃に』リーディング
第5回より開始。『うみねこのなく頃に』を最近知った人のために、講談社より出版されている小説版『うみねこのなく頃に』の一部を大原（ゲストの演じるキャラクターが登場している場合はゲストも参加）が朗読するコーナー。

## 配信日程
| 放送回 | タイトル                 | ゲストパーソナリティ | 放送日         |
| ------ | ------------------------ | -------------------- | -------------- |
| 1      | EpisodeR-I fairy         | 井上麻里奈           | 2009年 8月26日 |
| 2      | EpisodeR-II calculate    | 井上麻里奈           | 9月9日         |
| 3      | EpisodeR-III novelty     | 小林ゆう             | 9月30日        |
| 4      | EpisodeR-IV bind         | 小林ゆう             | 10月14日       |
| 5      | EpisodeR-V queenside     | 伊藤美紀             | 10月28日       |
| 6      | EpisodeR-VI variation    | 斉藤佑圭 米澤円      | 11月11日       |
| 7      | EpisodeR-VII major piece | 小野大輔             | 11月25日       |
| 8      | EpisodeR-VIII ambush     | 小山力也             | 12月9日        |
| 9      | EpisodeR-IX strategy     | 遊佐浩二             | 12月24日       |
| 10     | EpisodeR-X checkmate     | 大浦冬華             | 2010年 1月13日 |
| 特別編 | EpisodeR-SP Extra game   | 佐藤利奈 竜騎士07    | 4月28日        |

| 放送回 | ゲストパーソナリティ | 放送日        |
| ------ | -------------------- | ------------- |
| 1      | 井上麻里奈           | 2009年 9月2日 |
| 2      | 井上麻里奈           | 9月16日       |
| 3      | 小林ゆう             | 10月7日       |
| 4      | 小林ゆう             | 10月21日      |
| 5      | 伊藤美紀             | 11月4日       |
| 6      | 斉藤佑圭 米澤円      | 11月18日      |
| 7      | 小野大輔             | 12月2日       |
| 8      | 小山力也             | 12月16日      |
| 9      | 遊佐浩二             | 2010年 1月6日 |
| 10     | 大浦冬華             | 1月20日       |

## 備考
- 大原が冒頭の番組タイトルコールで、サブタイトルを流暢な発音で読み上げている。ゲストはそのことを話題にしたり、ゲストが担当する終了直前の番組タイトルコールでは、大原の発音を意識して読み上げている。
- 距離感を縮めるために大原が、ゲストに敬語の使用禁止と、ニックネームで呼び合うこと（大原自身は「さぁや」、さん付けは不可）をルールとしている。先輩声優をゲストに迎えた場合、自分でこのルールを決めたことを後悔していた。
- 第2回以降の番組内の挨拶は「こんばんにゃ〜」。携帯版第1回にて、番組独自の挨拶を決めたらどうかという、お便りが紹介され、「うみねこ→猫→鳴き声がにゃ〜」というのは如何かとの意見に大原とゲストの井上が即決した。
- 第2回までは構成作家がおらず、代わりにプロデューサーの「ダンくん」が参加していた。その後もダンくんは番組に参加しており、第5回からは大原に家具扱いされた。
- ラジオの収録はアニメのアフレコスタジオを使用しており、ミキサーなどのスタッフも共通。
- お茶会ということで、毎回様々な種類のお茶が出演者に出されていた。銘柄は以下の通り。
  - 第1回：某メーカーの紅茶（ストレート）[1]
  - 第2回：緑茶
  - 第3回：マリナ・ド・ブルボン アミティエ
  - 第4回：アールグレイ
  - 第5回：マリナ・ド・ブルボン ダージリンとアッサムのブレンド茶
  - 第6回：マリナ・ド・ブルボン シャン・ド・フルール
  - 第7回：一保堂 正池の尾
  - 第8回：プリンス・オブ・ウェールズ
  - 第9回：マリアージュフレール エロス
  - 第10回：ハロッズ フラワリーアールグレイ

## ラジオCD
- DJCD『うみねこのなく頃に』Episode R -Radio of the golden witch- 第1巻（2009年12月23日発売 FCCM-0300）
放送された第1回から第5回までをMP3で収録したCD-ROMと新規録りおろしCDの2枚組み。
初回封入特典として、フォーチュンタロットカードが付属。
新録ゲストは以下の通り。
  - 小野大輔（右代宮戦人 役）
  - 井上喜久子（ワルギリア 役）
  - 杉田智和（ロノウェ 役）

- DJCD『うみねこのなく頃に』Episode R -Radio of the golden witch- 第2巻（2010年1月27日発売予定 FCCM-0301）
放送された第6回から第10回までをMP3で収録したCD-ROMと新規録りおろしCDの2枚組み。
初回封入特典として、フォーチュンタロットカードが付属。
新録ゲストは以下の通り。
  - 井上麻里奈（右代宮朱志香 役）
  - 鈴村健一（右代宮譲治 役）
  - 釘宮理恵（紗音 役）